# Une partie de cartes
Une partie de cartes je francouzský němý film z roku 1896. Režisérem je Georges Méliès (1861–1938). Natáčení probíhalo na nádvoří jeho domu v Montreuil ve Francii. Film byl dlouhé roky považován za ztracený. Jedná se o remake snímku Partie d'écarté.

## Děj
U stolu sedí tři muži. Dva hrají karty, třetí (Méliès) kouří a objedná si víno. Když servírka donese víno a tři sklenice, pánové přestanou hrát a napijí se. Méliès pak něco ukáže v novinách a oba pány se servírkou rozesměje.